# Tel Aviv Open 1986
Il Tel Aviv Open 1986 è stato un torneo di tennis giocato sul cemento. È stata la 7ª edizione del torneo, che fa parte del Nabisco Grand Prix 1986. Si è giocato al Israel Tennis Centers di Ramat HaSharon vicino a Tel Aviv in Israele dal 6 al 1º ottobre 1986.

## Campioni

### Singolare maschile
Brad Gilbert ha battuto in finale  Aaron Krickstein con il punteggio di 7–5, 6–2

### Doppio maschile
John Letts /  Peter Lundgren hanno battuto in finale  Christo Steyn /  Danie Visser con il punteggio di 6–3, 3–6, 6–3